# 顧霑
顧霑（1505年—？），字少雨，號横山，浙江嘉興府海鹽縣人，竈籍，明朝政治人物。

## 生平
嘉靖十年（1531年）辛卯科浙江鄉試第十八名舉人。嘉靖十四年（1535年）中式乙未科會試第二百七十八名，登第三甲第六十三名進士。授福建閩縣知縣。歷官南京礼部郎中，二十六年出任江西撫州府知府。二十八年丁憂歸。三十一年起補柳州府。

## 家族
曾祖顧廷用；祖父顧仁；父顧愷，母莊氏。重庆下。弟雲。